# L'Atlantide (film, 1992)
Pour les articles homonymes, voir Atlantide (homonymie).
Pour plus de détails, voir Fiche technique et Distribution.
L'Atlantide est un film franco-italien réalisé par Bob Swaim, sorti en 1992. Il est adapté du roman éponyme de Pierre Benoit.

## Synopsis
Un ancien officier de la légion étrangère, Morhange, part à la recherche de son ami Saint Avit perdu dans le désert du Sahara, duquel il reçoit un étrange dessin gravé d'un symbole en forme de croix et du nom « Antinea ». 
Dans sa quête, il découvre une ville en ruines habitée par un peuple inconnu, où règne Antinea, mystérieuse et séduisante reine d'une ancienne dynastie.

## Fiche technique
- Titre français : L'Atlantide
- Réalisation : Bob Swaim
- Scénario : Bob Swaim, Nicola Badalucco, Franco Bernini, Christopher Frank, Jonathan Meades et Angelo Pasquini d'après le roman L'Atlantide de Pierre Benoit
- Photographie : Ennio Guarnieri
- Musique : Richard Horowitz
- Pays d'origine :  France |  Italie
- Date de sortie : 1992

## Distribution
- Tchéky Karyo : Lieutenant Morhange
- Christopher Thompson : St. Avit
- Victoria Mahoney : Antinea
- Anna Galiena : Amira
- Jean Rochefort : Le Meige
- Günther Maria Halmer : Bielowsky
- Orso Maria Guerrini : Ben Cheikh
- Patrice-Flora Praxo : Tanit
- Michele Melega : Ferriere
- Claudia Gerini : Sophie
- Antonio Marsina (it) : Nirval
- Fernando Rey : Père Mauritius